# Berceuse pour violon et piano
Pour les articles homonymes, voir Berceuse (homonymie).
La Berceuse est une œuvre de musique de chambre de la compositrice française Germaine Tailleferre, écrite en 1913.

## Contexte et création
Germaine Tailleferre compose sa Berceuse pour violon et piano en 1913. Elle est dédiée à « mon Maître et Ami Monsieur H. Dallier ».